# Никольский собор (Актобе)
Свято-Нико́льский собор (каз. Қасиетті Николай кафедралды соборы) — православный храм в городе Актобе, кафедральный собор Актюбинской епархии Русской православной церкви. Крупнейший православный храм города, расположен возле 11-го микрорайона.

## История
До постройки Свято-Никольского собора в Актобе действовало два небольших храма, которые уже не могли вместить в себя всех желающих. Православной общиной города было направлено ходатайство о выделении земли для нового храма.
Хлопоты по выделению участка для постройки собора и другой документации были возложены на благочинного приходов Актюбинской области протоиерея Валерия Щербакова. Был создан фонд «Возрождение храма».
В августе 2006 года состоялась закладку краеугольного камня при многочисленном стечении прихожан и жителей города, которую возглавил совершил архиепископ Уральский и Гурьевский Антоний (Москаленко). В этом значимом событии приняли участие акимы области и города и все храмостроители во главе с Н. Н. Жиленковым, К. Г. Пашаевым и многими другими.
Прообразом будущего храма послужил собор апостолов Петра и Павла, построенный в оренбургском Новотроицке. Как объявили заранее, храм станет носить имя святителя Николая, митрополита Алма-Атинского и всея Казахстана. В 2008 году строительство храма было завершено.
22 сентября 2008 года состоялось торжественное открытие Свято-Никольского кафедрального собора, в котором приняли участие президент Казахстана Нурсултан Назарбаев и президент России Дмитрий Медведев. Первое богослужение 25 октября 2008 года в память о святителе Николае Алматинском совершил архиепископ Антоний. Специальным указом Патриарха Московского и всея Руси ему присвоен статус кафедрального собора.
В 2009 году рядом с собором был возведен административный комплекс с пристроенной котельной — площадь застройки которого составляет 695,0 м2, строительный объём 833,4 м2.
В 2011 году на Свято-Никольском кафедральном соборе была установлена мемориальная доска известного актюбинского предпринимателя и общественного деятеля Николая Жиленкова, который посвятил последние годы своей жизни строительству этого храма.